# Granville Leveson-Gower, 3:e earl Granville
Granville George Leveson-Gower, 3:e earl Granville, född den 4 mars 1872, död den 21 juli 1939, var en brittisk diplomat. Han var son till Granville Leveson-Gower, 2:e earl Granville. 
Granville ingick på diplomatbanan 1893, var ambassadråd i Berlin 1911–1913 och i Paris 1913–1917, brittisk diplomatisk agent i Saloniki januari–juli 1917 och minister i Aten 1917–1921. Åren 1921–26 var han brittiskt sändebud i Köpenhamn, 1926–1928 i Haag och 1928–1933 i Bryssel.